# Суровцева, Надежда Витальевна
Надежда Витальевна Суровцева (18 марта 1896, Киев — 13 апреля 1985, Умань) — украинская общественная деятельница, переводчица, по специальности историк.

## Биография
Родилась в Киеве в семье юриста. В 1903 году семья переехала в Умань. Получила гимназическое образование. До 1917 года училась на историко-филологическом факультете Петербургского университета, принимала активное участие в украинской студенческой жизни.
По возвращении в Киев училась, работала в Украинской Центральной Раде. Активный деятель Крестьянского Союза (Селянської Спілки), сотрудник киевской газеты «Трибуна», редактировала иноязычные издания Министерства иностранных дел в Киеве. 1 декабря 1917 года была назначена на должность делопроизводителя Беженского департамента Генерального Секретариата внутренних дел УНР. Во время Гетманщины — сотрудник секретариата Министерства иностранных дел.
В конце 1918 года эмигрировала в Австрию. По другим данным, в 1919 году ездила с деятелями украинского национального движения с дипломатической миссией во Францию. Окончила философский факультет Венского университета. После защиты диссертации на тему «Богдан Хмельницкий и идея украинской государственности» ей присвоена степень доктора философии. Работала преподавателем в Венской сельскохозяйственной академии. Принимала участие в работе женских организаций, в частности, в работе Международной женской лиги мира и свободы, была делегатом на конгрессах Лиги в Вене, Дрездене, Гааге, Амстердаме, Париже и Вашингтоне. Переводила украинскую классику на немецкий язык.
В начале 1920-х увлеклась марксистскими идеями, вступила в австрийскую компартию. Переводила на немецкий язык работы В. И. Ленина, активно участвовала в агитационной работе в Австрии и других странах, по согласованию с полпредом РСФСР Н. Н. Крестинским перевозила коммунистическую литературу и выступала на собраниях украинской эмиграции в США.
В 1925 вернулась в СССР, сначала — в Москву, затем — в Харьков. Работала в системе Главлита, киноуправления, в радиотелеграфном агентстве и была сотрудником Научно-исследовательской кафедры истории Украины им. Д. Багалея в Харьковском университете.
В 1927 году арестована по политическим мотивам и сослана на Колыму. В январе 1935 года вышла замуж за ссыльного Д. Л. Олицкого. В декабре 1936 года снова арестована. Муж был репрессирован и расстрелян в 1937 году. В 1938 году находилась в заключении в лагере в Эльгене. Там встретилась и познакомилась с сестрой мужа Е. Л. Олицкой. В 1946 году работала медицинской сестрой в больнице лагеря на прииске «Утиный».
В 1947—1949 годах жила вместе с сестрой мужа на том же прииске.
В 1954 году была освобождена. В 1957 году была реабилитирована, поселилась в Умани вместе с сестрой мужа. На общественных началах вела работу в местном краеведческом музее. Давала частные уроки английского и французского языка. Занималась литературным трудом и общественной работой. В 1958 подготовила сборник новелл «По ту сторону» (неиздан). Начала писать воспоминания. В 1972 году на квартире Н. В. Суровцевой и Е. Л. Олицкой прошёл обыск в связи с делом Л. И. Плюща. Изъяты 2 тома воспоминаний Суровцевой. В 1974 году скончалась Е. Л. Олицкая.
13 апреля 1985 в Умани Надежда Витальевна Суроцева скончалась.
В Умани по адресу: ул. Воинов-интернационалистов, дом 6 — действует Мемориальный музей-квартира Надежды Суровцовой

## Произведения
- Н. Суровцова. Спогади. — Київ: Видавництво ім. О.Теліги, 1996.— 432 с.
- Надія Суровцова. Листи. — Київ: Видавництво ім. О.Теліги, 2001.— 704 с.
- Суровцова Н. Олізар та його відношення до декабристів // Наукові записки науково-дослідчої кафедри історії української культури. — Харків: Державне видавництво України. — 1927. — № 6. — С. 145—161.